# Еритрејски ослободилачки фронт
Еритрејски ослободилачки фронт (итал. Fronte di Liberazione Eritreo; енгл. Eritrean Liberation Front, ELF) био је главни еритрејски марксистички оријентисани покрет који се борио за независност од Етиопије током 1960-их и 1970-их. У касним 1950-има, неорганизовани политички покрет који је желео независност, деловао је у малим ћелијама. У јулу 1960, ЕЛФ је био званично основан у Каиру од стране Идриса Мохамада Адама и других еритрејских интелектуалаца и студената.
Године 1961. Хамид Идрис Авате основао је војно крило ЕЛФ-а и прогласио оружану борбу за независност. Вођен од Аватеа, ЕЛФ се по први пут сукобио с владиним снагама 1. септембра 1961. користећи герилско ратовање као начин борбе за независност. Иако је покрет проузроковао велике проблеме етиопској влади и армији, и унутар самог покрета долазило је до интерних сукоба у касним 1960-им. 1970-их, неколико чланова напустило је покрет и основало Еритрејски народноослободилачки фронт, покрет који је био више лево оријентисан.
У 1980-им, Народноослободилачки фронт је заменио оригинални Еритрејски ослободилачки фронт као главну побуњеничку групу. Када је Еритреја постала независна почетком 1990-их, Народноослободилачки фронт се организовао као политичка партија и променио име у Народни фронт за демократију и правду. ЕЛФ је 1995. имао састанак у Гондару, који је показао несугласице између оснивача покрета и нових вођа.
Садашњи ЕЛФ је члан еритрејске опозиције, Еритрејског народног савеза, а седиште му се налази у Судану. Очигледно је да добивају војну помоћ од влада Етиопије и Сомалије.